# Португалија на Европском првенству у атлетици у дворани 2017.
Португалија је учествовала на 34. Европском првенству у дворани 2017 одржаном у Београду, Србија, од 3. до 5. марта. Ово двадесет девето европско првенство у дворани на коме је Португалија учествовала. Репрезентацију Португалије представљало је 7 учесника (4 мушкараца и 3 жене) који су се такмичили у 6 дисциплина (4 мушке и 2 женске).
На овом првенству Португалија је делила 11. по броју освојених медаља са једном златном и једном сребрном медаљом. У табели успешности према броју и пласману такмичара који су учествовали у финалним такмичењима (првих 8 такмичара) Португалија је са 5 финалиста заузела 11. место са 24 бодова.
| Пл. | Земља       | 1. место | 2. место | 3. место | 4. место | 5. место | 6. место | 7. место | 8. место | Бр. фин. Бод. |
| --- | ----------- | -------- | -------- | -------- | -------- | -------- | -------- | -------- | -------- | ------------- |
| 11. | Португалија | 1 - 8    | 1 – 7    | –        | 1 – 5    | -        | –        | 2 – 4    | –        | 5 - 24        |

## Учесници
| Мушкарци: - Анкујам Лопез — 60 м - Емануел Ролим — 1.500 м - Маркос Шува — Скок удаљ - Нелсон Евора — Троскок | Жене: - Патрисија Мамона — Троскок - Сусана Коста — Троскок - Лекабела Кваресма — Петобој |  |

## Освајачи медаља (2)

### Злато (1)
- Нелсон Евора — Троскок

### Сребро (1)
- Патрисија Мамона — Троскок

## Резултати

### Мушкарци
| Атлетичар     | Дисциплина | Лични рекорд | Квалификације | Квалификације | Полуфинале           | Полуфинале           | Финале                | Финале  | Детаљи |
| Атлетичар     | Дисциплина | Лични рекорд | Резултат      | Место         | Резултат             | Место                | Резултат              | Место   | Детаљи |
| ------------- | ---------- | ------------ | ------------- | ------------- | -------------------- | -------------------- | --------------------- | ------- | ------ |
| Анкујам Лопез | 60 м       | 6,72         | 6,74 кв       | 4. у гр. 3    | 6,71                 | 6. у гр. 2           | Нису се квалификовали | 10 / 26 |        |
| Емануел Ролим | 1.500 м    | 3:41,77      | 3:46,96       | 3. у гр. 2    |                      |                      | Нису се квалификовали | 10 / 22 |        |
| Маркос Шува   | Скок удаљ  | 8,00         | Без пласмана  | Без пласмана  | Није се квалификовао | Није се квалификовао |                       |         |        |
| Нелсон Евора  | Троскок    | 17,33 НР     | 16,79 КВ, ЛРС | 5.            | 17,20 ЛРС            |                      |                       |         |        |

### Жене
| Атлетичарка      | Дисциплина | Лични рекорд | Квалификације | Квалификације | Полуфинале | Полуфинале | Финале    | Финале | Детаљи |
| Атлетичарка      | Дисциплина | Лични рекорд | Резултат      | Место         | Резултат   | Место      | Резултат  | Место  | Детаљи |
| ---------------- | ---------- | ------------ | ------------- | ------------- | ---------- | ---------- | --------- | ------ | ------ |
| Патрисија Мамона | Троскок    | 14,36 НР     | 14,03 кв      | 7.            |            |            | 14,32 ЛРС |        |        |
| Сусана Коста     | Троскок    | 13,49        | 13,97 кв, ЛР  | 8.            | 13,99 ЛР   | 7 / 18     |           |        |        |

#### Петобој
| Дисциплина   | Лекабела Кваресма | Лекабела Кваресма | Лекабела Кваресма | Лекабела Кваресма | Лекабела Кваресма | Лекабела Кваресма |
| Дисциплина   | Лич. рек.         | Резултат          | Бод.              | Плас.             | Укупно            | Плас.             |
| ------------ | ----------------- | ----------------- | ----------------- | ----------------- | ----------------- | ----------------- |
| 60 м препоне | 8,39              | 8,52 ЛРС          | 1.013             | 8.                | 1.013             | 8.                |
| Скок увис    | 1,76              | 1,78 ЛР           | 953               | 11.               | 1.966             | 7.                |
| Бацање кугле | 14,29             | 14,25             | 811               | 5.                | 2.777             | 7.                |
| Скок удаљ    | 6,06              | 5,82              | 795               | 12.               | 3.572             | 6.                |
| 800 м        | 2:17,60           | 2:16,49 ЛР        | 872               | 9.                | 4.444             | 7.                |
| Петобој      | 4.473             |                   |                   |                   | 4.444             | 7 / 15            |